# Ivan Generalić
Ivan Generalić est un peintre naïf croate, né à Hlebine en 1914 et mort à Koprivnica en 1992.
Il est le plus célèbre représentant de l'école de Hlebine, dont la particularité est la peinture sur verre.

## Biographie
Avec Kristo Hegedusić, qui l'initie le premier à la peinture, Generalić est à l'origine de l'école de Hlebine qui dans les années 1930 attire des artistes comme Mirko Virius et Franjo Mraj. Son œuvre est alors dominée par des préoccupations sociales. Après la Seconde Guerre mondiale, Generalic devient la figure centrale du groupe. Des artistes plus jeunes et notamment son fils Josip Generalić, se rassemblent autour de lui pour former la seconde école de Hlebine. L'œuvre du maître évolue de plus en plus vers une vision poétique et nostalgique de la vie paysanne. En participant à la Biennale de São Paulo de 1955 et à l'Exposition Universelle de Bruxelles en 1958, il accède à la reconnaissance internationale.

## Œuvre

### Technique picturale
Les peintures sur verre de Generalić sont célèbres pour leurs effets de transparence et de brillance. Elle requièrent une technique particulière, à l'opposé de la peinture sur toile. Un peintre sur toile commence généralement à peindre le fond à grands traits et termine par les détails. Au contraire, Ivan Generalic commence par une esquisse sur papier, puis se sert de la transparence du verre pour décalquer le dessin sur une plaque de verre de même dimension. Il continue ensuite par peindre les détails les plus petits (feuilles d'arbre, brins d'herbe), laisse sécher son verre, s'attaque ensuite aux surfaces plus grandes et ne peint le fond du tableau qu'en dernier À chaque étape de sa création, il efface soigneusement les traces de pinceau pour arriver à une surface aussi lisse et brillante que possible.

### Thématique des œuvres
L'iconographie de Generalić est directement tirée de l'univers paysan qui l'entoure. Mais il le transpose et lui confère une puissante dimension symbolique, mélange d'observations personnelles et d'archétypes du monde rural. Un tableau comme son Coq crucifié est un bon exemple de sa démarche. Un coq au splendide plumage rouge, cloué sur deux branches de bois entrecroisées, forme un étrange épouvantail. À la place de l'inscription INRI qui figure sur les crucifixions traditionnelles, l'artiste a apposé sa signature. En avant-plan, une ligne d'épis de blé jaunes, symbole traditionnel de fertilité, contraste avec la mort du coq et un ciel nuageux sombre et menaçant. La combinaison inspirée de tous ces éléments bucoliques confère un caractère presque fantastique à l'ensemble. Dans une autre toile intitulée Moj Paris, un coq disproportionné est perché sur le second étage d'une tour Eiffel bizarrement tordue et insérée dans un paysage bucolique animé de quelques vaches. Si une telle fantaisie rappelle le surréalisme, ses nombreux paysages d'hiver aux arbres sans feuilles formant un foisonnement de branches buissonnantes et ses scènes villageoises évoquant les activités et les plaisirs simples de la campagne évoquent plutôt Bruegel. Le coq n'est pas le seul animal emblématique de l'univers d'Ivan Généralić, la vache et le daim occupent aussi une place de choix. Generalic a aussi peint quelques œuvres religieuses, transposées dans sa campagne natale comme un curieux Jésus sur la croix ou cet Adam et Eve sur fond de paysage enneigé.

## Œuvres dans les collections publiques
- Cologne, Zander Collection[7]: 
  - Mill, 1931
  - Expulsion From The Village (The Đelekovec Rebellion), 1936
  - Portrait of my Father, 1951
  - Old Man With Flower Pot, 1962
  - Portrait Steff Smolek, 1962
  - Old Woman Scales Fish, 1962
- Jagodina, Musée d'art naïf et marginal[8] : Pêcheurs, huile sur verre, 1984.
- Laval, Musée du Vieux-Château : Mort en bière, huile sur verre, 1970.
- Zagreb :
  - Musée croate d'Art Naïf : 
    - Rekvizicija (La Réquisition), 1934, peinture sur bois ;
    - Noces tzigane, 1936, huile sur toile ;
    - Krave u šumi (Vaches dans la Forêt), 1938, huile sur verre ;
    - Žeteoci (Moissonneuses), 1939, huile sur verre ;
    - Pejzaž (Paysage), 1939, huile sur verre ;
    - Jelen u šumi (Cerfs dans la forêt), 1956, huile sur verre ;
    - Smrt Viriusa (La Mort de Virius), 1959, huile sur verre ;
    - Drvosječe (Bûcherons), 1959, huile sur verre ;
    - Poplava (Inondation), 1960, huile sur verre ;
    - La Licorne, 1961, huile sur verre ;
    - Coq crucifié, 1964, huile sur verre ;
    - Autoportret (Autoportrait), 1975, huile sur verre ;
    - Hiver.

  - Galerie d'Art moderne :
    - Paysans ramassant les foins, huile sur toile :
    - Funéraille, peinture sur bois.

## Principales expositions
- 1931 : première exposition avec le groupe Zemijla (Terre).
- 1937 : Novi Sad (solo).
- 1938 : Salon Ulrich, Zagreb (solo).
- 1953 : Salon de Yougoslavie, Paris (solo).
- 1955 : Biennale de São Paulo.
- 1958 : Palais des beaux-arts de Bruxelles, Bruxelles (solo).
- 1960 : Galerija primitivne umjetnosti, Zagreb (solo).
- 1962 : Izlozbeni paviljon, Sarajevo (solo).
- 1962 : Salon Moderne galerije, Belgrad (solo).
- 1963 : Galerija studentskrog centra, Zagreb (solo).
- 1968 : Galerie für Moderne Kunst, Basel (solo).
- 1970 : atelier Ivan Generalic, Hlebine (solo).
- 1971 : Galerija, Hlebine (solo).
- 1976 : Informationszentrum der SFRJ, Köln, Germany (solo).
- 1984 : Galerija primitivne umjetnosti, Zagreb (solo).